# Tra cielo e terra (Piero Pelù)
Tra cielo e terra è il primo DVD dal vivo del cantante italiano Piero Pelù, pubblicato il 26 novembre 2004.

## Descrizione
Il video è stato registrato il 29 agosto 2004 davanti a 40.000 persone allo Stadio del Mare di Pescara, è stato pubblicato dalla Warner Music Italia
La ripresa del concerto ha vissuto passaggi travagliati. La corrente elettrica è saltata a più riprese, imponendo dei tagli ad alcune delle canzoni in scaletta e causando problemi di varia natura all'impianto elettrico, in particolare ai fari dell'americana.
Il brano Vivere il mio tempo è stato eseguito interamente alla luce di fari completamente bianchi, diversamente da quanto accaduto in live precedenti. Regina di Cuori, Gioconda, Io ci sarò e A denti stretti sono state tagliate e incollate in sede di montaggio come in un medley. I continui problemi tecnici hanno infine portato al taglio dalla scaletta di brani quali Lo spettacolo e Tex.
I contenuti extra del DVD propongono un'intervista a Piero Pelù, il dietro le quinte del concerto, riprese dalla sala prove e una breve intervista alla band al completo.

## Tracce
1. Fata Morgana
2. Prendimi così
3. Toro loco
4. Il mio corpo che cambia
5. Regina di cuori / Gioconda
6. Vivere il mio tempo
7. Soggetti smarriti
8. Goccia a goccia
9. Dea musica
10. Cangaceiro / U.D.S.
11. Spirito
12. Ritmo 2#
13. Lulù e Marlene
14. Io ci sarò / A denti stretti
15. El diablo
16. Bomba boomerang
17. Soddisfazioni
18. Lacio Drom

### Contenuti extra
1. Intervista a Piero Pelù
2. Sala prove
3. Intervista al Supercombo
4. Dietro le quinte

## Info e specifiche tecniche del DVD
- Regione: 0
- Numero dischi: 1
- Anno di produzione: Agosto 2004
- Anno di edizione: Novembre 2004
- Durata: 135 minuti
- Audience Rating: Per tutti
- Confezione: Dvd Case
- Formato Video: 16:9
- Colore: colore
- Supporto: DVD doppio lato, singolo strato
- Audio: Dts 5.1 - Pcm 2.0

## Formazione

### Gruppo
- Piero Pelù - voce e chitarra
- Cristiano Maramotti - chitarra
- Daniele Bagni - basso
- Michele Braga - tastiere, chitarra e cori
- Paolo Baglioni - percussioni, cori
- Franco Caforio - batteria

### Produzione
- Piero Pelù - produzione artistica
- Cristian Biondani - regia
- Valerio Capelli - produzione
- Giovanni Gasparini - ingegnere del suono
- Lorenzo Tommasini - ingegnere del suono